# Dendoricella abyssi
Dendoricella abyssi är en svampdjursart som först beskrevs av Topsent 1904.  Dendoricella abyssi ingår i släktet Dendoricella och familjen Dendoricellidae. Inga underarter finns listade i Catalogue of Life.